# Aéroport de Sept-Îles

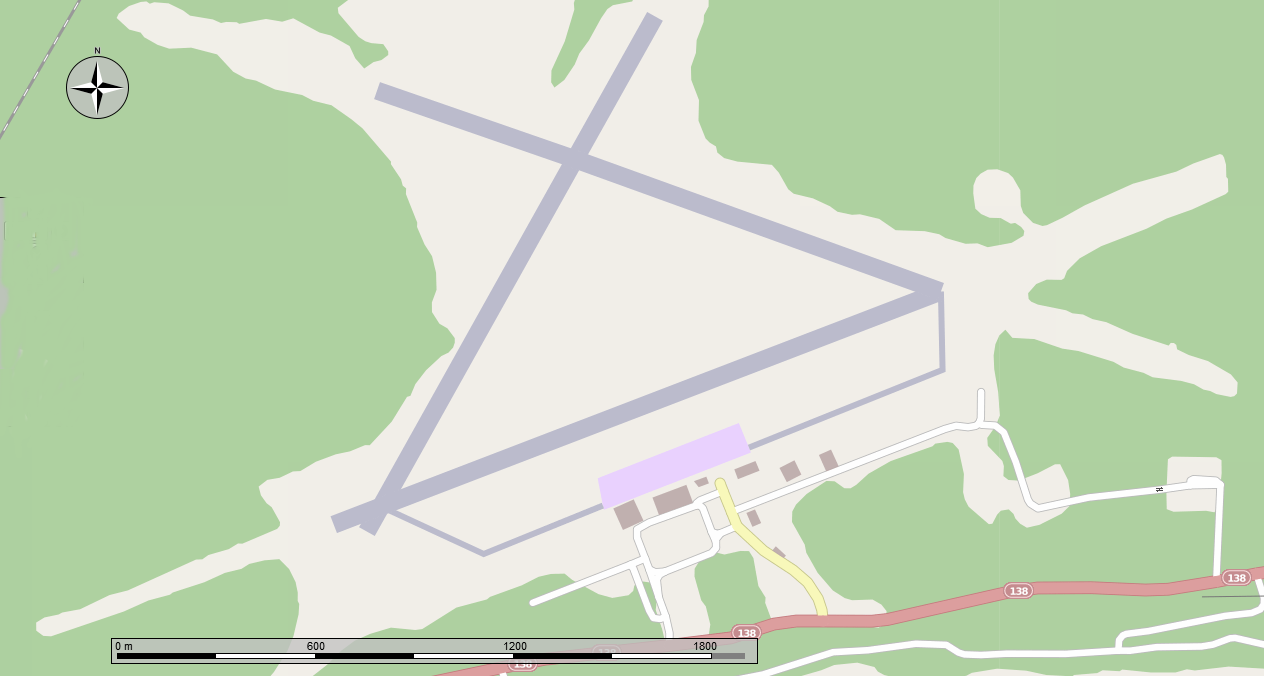
Carte de l'aéroport

L'aéroport de Sept-Îles (code IATA : YZV • code OACI : CYZV) est un aéroport canadien situé à un peu plus de 8 km à l'est de la ville de Sept-Îles au Québec.

## Situation
| \| 100 km1:14 335 000 \| Victoriaville Gaspé Blanc-Sablon Montréal Mont · Tremblant Gatineau-Ottawa Ivujivik Îles-de-la-Madeleine Waskaganish Val-d'Or Trois-Rivières Sherbrooke Sept-Îles Schefferville Salluit Rouyn · Noranda Rivière-du-Loup Rimouski Radisson · Grande-Rivière Port-Menier Québec Mont-Joli La Tuque La · Tabatière Havre · Saint-Pierre La Romaine Kuujjuarapik Kuujjuaq Kattiniq Chibougamau Charlevoix Bonaventure Baie-Comeau Saguenay-Bagotville |
| 100 km1:14 335 000 |

## Compagnies et destinations
| Compagnies         | Destinations |
| ------------------ | --- |
| Air Canada Express | Montréal (P.-E.-Trudeau) |
| Air Inuit          | Schefferville, Québec (Jean-Lesage), Montréal (P.-E.-Trudeau) |
| Air Liaison        | Baie-Comeau, Blanc Sablon, Chevery, Havre-Saint-Pierre, La Romaine, Natashquan, Montréal (Saint-Hubert) Port-Menier, Québec (Jean-Lesage), Saint-Augustin―Pakuashipi, |
| PAL Airlines       | Montréal (P.-E.-Trudeau), Québec (Jean-Lesage), Wabush |

Édité le 4/07/2021